# Света Параскева (Галатища, 1869)
Вижте пояснителната страница за други значения на Света Параскева.
„Света Параскева“ (на гръцки: Εξωκκλήσι Αγίας Παρασκευής, катаревуса Ἐξωκκλήσιον Ἁγίας Παρασκευῆς) е православна църква в паланката Галатища, Халкидики, Гърция, част от Йерисовската, Светогорска и Ардамерска епархия, енория „Успение Богородично“. Построена е в 1869 година в полето край Галатища. В стените ѝ са вградени антични архитектурни елементи - предимно надгробни стели. Според археолога Йоаким Папангелу църквата е построена над развалините на античния град Антемунт. Представлява еднокорабна базилика с нартекс и размери 15,20 m на 7,80 m. Храмът притежава икони от майстори от Галатищката художествена школа.